# Baturich
Baturich (mort le 12 janvier 847) est le cinquième évêque de Ratisbonne de 817 à sa mort.

## Biographie
Baturich, comme certains de ses prédécesseurs, est issu de la famille noble des Hahilinga et donc, selon la Lex Baiuvariorum, l'une des six « familles primordiales » bavaroises. Il étudie et enseigne à l'abbaye de Fulda. Raban Maur, l'une des figures les plus importantes de la renaissance carolingienne, devient son élève et son ami. Maur fait l'éloge des murs imposants de la ville de Ratisbonne dans un poème dédié à Baturich. Après la mort de Hatto (de), Reginhar (de) est élu évêque de Passau en 814. Il dût y avoir des troubles, car l'archevêque Arn de Salzbourg s'oppose à l'élection et désigne Baturich pour ce poste. Le différend ne prend probablement fin que lorsque Baturich devient évêque à Ratisbonne en 817. Comme les autres premiers évêques de Ratisbonne, il est également abbé mineur de Saint-Emmeran.
L'épiscopat de Baturich est marqué par les temps troublés des combats entre les Carolingiens, qui aboutit à la guerre civile entre les fils de Louis le Pieux. Bien qu'il ne fît la guerre avec lui, il soutient toujours son seigneur, le roi Louis II de Germanie, non seulement avec ses conseils, mais aussi avec de l'argent et des gens. Comme son successeur en tant qu'archichapelain Grimald de Wissembourg, Baturich devient l'une des personnalités les plus importantes du gouvernement de Louis. Baturich est probablement présent à l'assemblée populaire de 825 à Aix-la-Chapelle, où des négociations ont lieu avec les Bulgares sur les frontières des royaumes francs et bulgare et, en conséquence, les Bulgares envahissent le margraviat d'Autriche. Le 6 octobre 832, Baturich reçoit en cadeau de Louis II Herilungoburc (vraisemblablement Pöchlarn) et les environs dans la marche d'Ava (de). En 833, il est nommé son premier archichapelain par Louis II, qui réside souvent à Ratisbonne. En 834, il reçoit du comte Guillaume de Traungau (de) et son épouse Engilrada leurs biens à Perschling en échange de ses biens à Eskinuta et Vuesin. En 837, l'abbaye de Mondsee devient la propriété de Baturich. L'épouse du roi Emma y contribue tandis que Louis II s'arrange pour l'acquisition de l'abbaye d'Obermünster (de), où la reine deviendra l'abbesse, en échange de Mondsee.
En 844, il baptise 14 princes de Bohême, venus spécialement à Ratisbonne dans ce but, et est chargé d'instruire les habitants de la Bohême dans la religion chrétienne. La même année, il défend son ancien scribe Dominicus (de), après quoi le roi Louis II lui donne des biens à Brunnaron dans le comté de Steinamanger (de) pour la colonisation, Baturich est missionnaire chrétien dans la principauté du Balaton.
Il apprend l'art d'écrire en tant que moine à l'abbaye Saint-Emmeran. Avec l'accession à la charge d'évêque, une normalisation et une certitude stylistique améliorée dans l'écriture à Ratisbonne peuvent être déterminées. On suppose donc qu'il y eût une réforme délibérée de l'écriture à Ratisbonne, qui remonte peut-être à l'évêque lui-même. Afin de pourvoir le monastère de bons manuscrits, Baturich fait appel à ses clercs et notaires. Le plus ancien documents dans les neumes normalisés provient probablement d'un de ses clercs du nom d'Engyldeo. Des écrits de la possession de l'évêque sont maintenant conservés à la Bayerische Staatsbibliothek.